# Крюйкшенк, Уильям (художник)
Уильям Крюйкшенк (англ. William Cruickshank; 25 декабря 1848 — 19 мая 1922) — канадский художник. Внучатый племянник известного шотландского карикатуриста Джорджа Крукшанка.

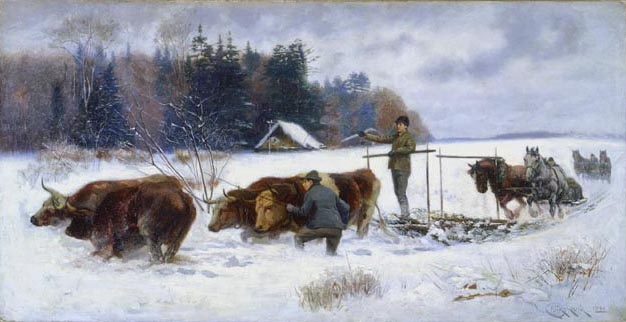
«Прокладывание пути» (1894)

Родился в Шотландии, изучал живопись в Эдинбурге, Лондоне и Париже. Парижские занятия Крюйкшенка были прерваны Франко-прусской войной, от которой он бежал в Канаду. Поселившись в Торонто, Крюйкшенк 25 лет преподавал в школе искусств провинции Онтарио. В 1894 году он был избран в Канадскую Королевскую Академию Искусств.
Крюйкшенк был широко признанным в Канаде портретистом и пейзажистом. Его живопись находится в Национальной галерее в Оттаве, лондонском Институте Курто и др.